# B-sidor 95-00
B-sidor 95-00 (B-kantjes 95-00) is een dubbelalbum uit 2000 van de Zweedse band Kent. Het bevat B-kanten van singles geproduceerd tussen 1995 en 2000, en daarnaast ook twee geheel nieuwe nummers, "Chans" en "Spökstad". In "Papin Jahti" zingt de drummer Markus Mustonen in het Fins.

## Nummers

### cd 1
1. Chans
2. Spökstad
3. Längtan skala 3:1
4. Om gyllene år
5. Noll
6. Önskar att någon...
7. Basriff
8. Din skugga
9. Elever
10. Längesen vi sågs
11. December
12. Utan dina andetag
13. På nära håll'

### cd 2
1. Livrädd med stil
2. Verkligen
3. Gummiband
4. Att presentera ett svin
5. En helt ny karriär
6. Rödljus
7. Pojken med hålet i handen (Hotbilds version)
8. Kallt kaffe
9. Den osynlige mannen (Kazoos version)
10. Slutsats
11. Rödljus II
12. En helt ny karriär II